# وحشی (مجموعه نمایش خانگی)
وحشی یک مجموعهٔ نمایش خانگی ایرانی در ژانر درام جنایی به نویسندگی و کارگردانی هومن سیدی است. این مجموعه توسط پلتفرم فیلم‌نت تولید شده است و نخستین بار در ۲۵ فروردین ۱۴۰۴ منتشر شد. این مجموعه اقتباسی از زندگی علی اشرف پروانه، زندانی زندان رجایی‌شهر، است. بازیگران اصلی این مجموعه جواد عزتی و نگار جواهریان هستند.

## بازیگران
- جواد عزتی
- نگار جواهریان
- پانته‌آپناهی‌ها
- هومن‌سیدی
- مهری ‌برجعلی‌زاده
- آتیه جاوید
- علیرضا‌ ثانی‌فر
- تورج الوند
- امین شعرباف
- احسان امانی
- مهدی صباغی
- محمد صابری
- یسنا قلری
- نادر شهسواری
- معین شاهچراغی
- نگار‌ مقدم
- سید حسن‌ حسینیان
- دانیال‌ نجفی
- زهرا ‌مددی
- ابوالفضل‌ عرب
- احسان منصوری
- کیاشاه ‌تنگستانی‌پور